# Cara Black
Cara Black (Salisbury, 17 febbraio 1979) è un'ex tennista zimbabwese. Specialista nel doppio, ha raggiunto per la prima volta la vetta nel ranking WTA nel 2005, mentre in singolare la posizione numero 31 è stata il suo miglior piazzamento.

## Biografia
Suo padre Don, ora deceduto, è stato un allenatore di tennis; sua madre, Velia, è un'insegnante; i fratelli maggiori, Byron e Wayne, sono stati anch'essi tennisti professionisti.
Specialista del doppio, in questa specialità ha vinto ben 60 titoli WTA, di cui 5 titoli del Grande Slam e 3 WTA Finals. Nel singolare, invece, vanta un solo titolo. Ha rappresentato lo Zimbabwe alle Olimpiadi del 2004, dove è uscita al secondo turno.
In Fed Cup ha giocato per lo Zimbabwe dal 1994 fino al ritiro.
La Black ha vinto un totale di 10 titoli del Grande Slam tra doppio e doppio misto. Vincendo il titolo di doppio misto agli Australian Open 2010, è diventata, dopo Martina Navrátilová e Daniela Hantuchová, la terza donna nell'era Open ad aver completato il Career Grand Slam di doppio misto, risultato sfiorato anche nel doppio dove ha vinto tre tornei Slam su quattro: agli Open di Francia del 2005 ha perso in finale.

## Vita privata
Cara Black ha sposato l'ex giocatore australiano di football Brett Stephens il 2 dicembre 2006 allo Spurwing Island sul Lago Kariba, in Zimbabwe; il loro primogenito, Lachlan Alexander, è nato il 26 aprile 2012, quando lei era ancora attiva nel circuito WTA.

## Statistiche

### Singolare

#### Vittorie (1)
| Grande Slam (0)       |                       |
| WTA Championships (0) |                       |
| Prima del 2009        | Dal 2009              |
| Tier I (0)            | Premier Mandatory (0) |
| Tier II (0)           | Premier 5 (0)         |
| Tier III (0)          | Premier (0)           |
| Tier IV (1)           | International (0)     |
| Tier V (0)            | International (0)     |

| N. | Data              | Torneo                           | Superficie | Avversaria in finale | Punteggio   |
| 1. | 15 settembre 2002 | Waikoloa Championships, Waikoloa | Cemento    | Lisa Raymond         | 7-6(1), 6-4 |

#### Sconfitte in finale (1)
| Grande Slam (0)       |                       |
| WTA Championships (0) |                       |
| Prima del 2009        | Dal 2009              |
| Tier I (0)            | Premier Mandatory (0) |
| Tier II (0)           | Premier 5 (0)         |
| Tier III (0)          | Premier (0)           |
| Tier IV (0)           | International (0)     |
| Tier V (1)            | International (0)     |

| N. | Data           | Torneo                | Superficie | Avversaria in finale | Punteggio |
| 1. | 9 gennaio 2000 | ASB Classic, Auckland | Cemento    | Anne Kremer          | 4-6, 4-6  |

### Doppio

#### Vittorie (60)
| Grande Slam (5)       |                       |
| WTA Championships (3) |                       |
| Prima del 2009        | Dal 2009              |
| Tier I (12)           | Premier Mandatory (2) |
| Tier II (20)          | Premier 5 (3)         |
| Tier III (3)          | Premier (3)           |
| Tier IV (1)           | International (5)     |
| Tier V (3)            | International (5)     |

| N.  | Data              | Torneo                                            | Superficie    | Compagna               | Avversarie in finale                               | Punteggio           |
| 1.  | 9 gennaio 2000    | ASB Classic, Auckland                             | Cemento       | Alexandra Fusai        | Barbara Schwartz Patricia Wartusch                 | 3-6, 6-3, 6-4       |
| 2.  | 13 gennaio 2001   | Moorilla Hobart International, Hobart             | Cemento       | Elena Lichovceva       | Ruxandra Dragomir Virginia Ruano Pascual           | 6-4, 6-1            |
| 3.  | 6 maggio 2001     | Betty Barclay Cup, Amburgo                        | Terra rossa   | Elena Lichovceva       | Květa Hrdličková Barbara Rittner                   | 6-2, 4-6, 6-2       |
| 4.  | 20 maggio 2001    | Internazionali BNL d'Italia, Roma                 | Terra rossa   | Elena Lichovceva       | Paola Suárez Patricia Tarabini                     | 6-1, 6-1            |
| 5.  | 17 giugno 2001    | AEGON Classic, Birmingham                         | Erba          | Elena Lichovceva       | Kimberly Po Nathalie Tauziat                       | 6-1, 6-2            |
| 6.  | 5 agosto 2001     | San Diego Open, San Diego                         | Cemento       | Elena Lichovceva       | Martina Hingis Anna Kurnikova                      | 6-4, 1-6, 6-4       |
| 7.  | 25 agosto 2001    | Pilot Pen Tennis, New Haven                       | Cemento       | Elena Lichovceva       | Jelena Dokić Nadia Petrova                         | 6-0, 3-6, 6-2       |
| 8.  | 23 settembre 2001 | Toyota Princess Cup, Tokyo                        | Cemento       | Liezel Huber           | Kim Clijsters Ai Sugiyama                          | 6-1, 6-3            |
| 9.  | 7 aprile 2002     | Porto Open, Porto                                 | Terra rossa   | Irina Seljutina        | Kristie Boogert Magüi Serna                        | 7-6(6), 6-4         |
| 10. | 29 settembre 2002 | Commonwealth Bank Tennis Classic, Bali            | Cemento (i)   | Virginia Ruano Pascual | Svetlana Kuznecova Arantxa Sánchez Vicario         | 6-2, 6-3            |
| 11. | 11 gennaio 2003   | Moorilla Hobart International, Hobart (2)         | Cemento       | Elena Lichovceva       | Barbara Schett Patricia Wartusch                   | 7-5, 7-6(1)         |
| 12. | 27 luglio 2003    | Bank of the West Classic, Stanford                | Cemento       | Lisa Raymond           | Cho Yoon-jeong Francesca Schiavone                 | 7-6(5), 6-1         |
| 13. | 17 gennaio 2004   | Medibank International, Sydney                    | Cemento       | Rennae Stubbs          | Dinara Safina Meghann Shaughnessy                  | 7-5, 3-6, 6-4       |
| 14. | 9 febbraio 2004   | Toray Pan Pacific Open, Tokyo                     | Sintetico (i) | Rennae Stubbs          | Elena Lichovceva Magdalena Maleeva                 | 6-0, 6-1            |
| 15. | 22 febbraio 2004  | Proximus Diamond Games, Anversa                   | Sintetico (i) | Els Callens            | Myriam Casanova Eléni Daniilídou                   | 6-2, 6-1            |
| 16. | 4 luglio 2004     | Torneo di Wimbledon, Londra                       | Erba          | Rennae Stubbs          | Liezel Huber Ai Sugiyama                           | 6-3, 7-6(5)         |
| 17. | 1º agosto 2004    | San Diego Open, San Diego (2)                     | Cemento       | Rennae Stubbs          | Virginia Ruano Pascual Paola Suárez                | 6-4, 1-6, 6-4       |
| 18. | 10 ottobre 2004   | Porsche Tennis Grand Prix, Filderstadt            | Cemento (i)   | Rennae Stubbs          | Anna-Lena Grönefeld Julia Schruff                  | 6-3, 6-2            |
| 19. | 24 ottobre 2004   | Open di Zurigo, Zurigo                            | Sintetico (i) | Rennae Stubbs          | Virginia Ruano Pascual Paola Suárez                | 6-4, 6-4            |
| 20. | 20 febbraio 2005  | Proximus Diamond Games, Anversa (2)               | Sintetico (i) | Els Callens            | Anabel Medina Garrigues Dinara Safina              | 3-6, 6-4, 6-4       |
| 21. | 15 maggio 2005    | Internazionali BNL d'Italia, Roma (2)             | Terra rossa   | Liezel Huber           | Marija Kirilenko Anabel Medina Garrigues           | 6-0, 4-6, 6-1       |
| 22. | 5 luglio 2005     | Torneo di Wimbledon, Londra (2)                   | Erba          | Liezel Huber           | Svetlana Kuznecova Amélie Mauresmo                 | 6-2, 6-1            |
| 23. | 31 luglio 2005    | Bank of the West Classic, Stanford (2)            | Cemento       | Rennae Stubbs          | Elena Lichovceva Vera Zvonarëva                    | 6-3, 7-5            |
| 24. | 23 ottobre 2005   | Open di Zurigo, Zurigo (2)                        | Sintetico (i) | Rennae Stubbs          | Daniela Hantuchová Ai Sugiyama                     | 6(6)-7, 7-6(4), 6-3 |
| 25. | 6 novembre 2005   | Advanta Championships of Philadelphia, Filadelfia | Cemento (i)   | Rennae Stubbs          | Lisa Raymond Samantha Stosur                       | 6-4, 7-6(4)         |
| 26. | 6 agosto 2006     | San Diego Open, San Diego (3)                     | Cemento       | Rennae Stubbs          | Anna-Lena Grönefeld Meghann Shaughnessy            | 6-2, 6-2            |
| 27. | 24 ottobre 2006   | Open di Zurigo, Zurigo (3)                        | Cemento (i)   | Rennae Stubbs          | Liezel Huber Katarina Srebotnik                    | 7-5, 7-5            |
| 28. | 15 gennaio 2007   | Australian Open, Melbourne                        | Cemento       | Liezel Huber           | Yung-Jan Chan Chia-Jung Chuang                     | 6-4, 6(4)-7, 6-1    |
| 29. | 5 febbraio 2007   | Open GDF Suez, Parigi                             | Sintetico (i) | Liezel Huber           | Gabriela Navrátilová Vladimíra Uhlířová            | 6-2, 6-0            |
| 30. | 12 febbraio 2007  | Proximus Diamond Games, Anversa (3)               | Sintetico (i) | Liezel Huber           | Elena Lichovceva Elena Vesnina                     | 7-5, 4-6, 6-1       |
| 31. | 19 febbraio 2007  | Dubai Tennis Championships, Dubai                 | Cemento       | Liezel Huber           | Svetlana Kuznecova Alicia Molik                    | 7-6(6), 6-4         |
| 32. | 25 giugno 2007    | Torneo di Wimbledon, Londra (3)                   | Erba          | Liezel Huber           | Katarina Srebotnik Ai Sugiyama                     | 3-6, 6-3, 6-2       |
| 33. | 30 luglio 2007    | San Diego Open, San Diego (4)                     | Cemento       | Liezel Huber           | Viktoryja Azaranka Anna Čakvetadze                 | 7-5, 6-4            |
| 34. | 8 ottobre 2007    | Kremlin Cup, Mosca                                | Sintetico (i) | Liezel Huber           | Viktoryja Azaranka Tat'jana Puček                  | 4-6, 6-1, [10-7]    |
| 35. | 28 ottobre 2007   | Generali Ladies Linz, Linz                        | Cemento (i)   | Liezel Huber           | Katarina Srebotnik Ai Sugiyama                     | 6-2, 3-6, [10-8]    |
| 36. | 11 novembre 2007  | WTA Tour Championships, Madrid                    | Cemento       | Liezel Huber           | Katarina Srebotnik Ai Sugiyama                     | 5-7, 6-3, [10-8]    |
| 37. | 17 febbraio 2008  | Proximus Diamond Games, Anversa (4)               | Sintetico (i) | Liezel Huber           | Květa Peschke Ai Sugiyama                          | 6-1, 6-3            |
| 38. | 1º marzo 2008     | Dubai Tennis Championships, Dubai (2)             | Cemento       | Liezel Huber           | Yan Zi Zheng Jie                                   | 7-5, 6-2            |
| 39. | 11 maggio 2008    | Qatar Telecom German Open, Berlino                | Terra rossa   | Liezel Huber           | Nuria Llagostera Vives María José Martínez Sánchez | 3-6, 6-2, [10-2]    |
| 40. | 15 giugno 2008    | AEGON Classic, Birmingham (2)                     | Erba          | Liezel Huber           | Virginia Ruano Pascual Séverine Brémond            | 6-2, 6-1            |
| 41. | 21 giugno 2008    | AEGON International, Eastbourne                   | Erba          | Liezel Huber           | Květa Peschke Rennae Stubbs                        | 2-6, 6-0, [10-8]    |
| 42. | 20 luglio 2008    | Bank of the West Classic, Stanford (3)            | Cemento       | Liezel Huber           | Elena Vesnina Vera Zvonarëva                       | 6-4, 6-3            |
| 43. | 3 agosto 2008     | Rogers Cup, Montréal                              | Cemento       | Liezel Huber           | Marija Kirilenko Flavia Pennetta                   | 6-1, 6-1            |
| 44. | 7 settembre 2008  | US Open, New York                                 | Cemento       | Liezel Huber           | Samantha Stosur Lisa Raymond                       | 6-4, 7-6(6)         |
| 45. | 19 ottobre 2008   | Open di Zurigo, Zurigo (3)                        | Sintetico (i) | Liezel Huber           | Anna-Lena Grönefeld Patty Schnyder                 | 6-1, 7-6(3)         |
| 46. | 9 novembre 2009   | WTA Tour Championships, Doha (2)                  | Cemento       | Liezel Huber           | Květa Peschke Rennae Stubbs                        | 6-1, 7-5            |
| 47. | 15 febbraio 2009  | Open GDF Suez, Parigi (2)                         | Cemento (i)   | Liezel Huber           | Květa Peschke Lisa Raymond                         | 6-4, 3-6, [10-4]    |
| 48. | 21 febbraio 2009  | Dubai Tennis Championships, Dubai (3)             | Cemento       | Liezel Huber           | Marija Kirilenko Agnieszka Radwańska               | 6-3, 6-3            |
| 49. | 16 maggio 2009    | Mutua Madrid Open, Madrid                         | Terra rossa   | Liezel Huber           | Květa Peschke Lisa Raymond                         | 4-6, 6-3, [10-6]    |
| 50. | 14 giugno 2009    | AEGON Classic, Birmingham (3)                     | Erba          | Liezel Huber           | Raquel Kops-Jones Abigail Spears                   | 6-1, 6-4            |
| 51. | 16 agosto 2009    | Western & Southern Open, Cincinnati               | Cemento       | Liezel Huber           | Nuria Llagostera Vives María José Martínez Sánchez | 6-3, 0-6, [10-2]    |
| 52. | 9 gennaio 2010    | ASB Classic, Auckland (2)                         | Cemento       | Liezel Huber           | Natalie Grandin Laura Granville                    | 7-6(4), 6-2         |
| 53. | 15 gennaio 2010   | Apia International Sydney, Sydney (2)             | Cemento       | Liezel Huber           | Tathiana Garbin Nadia Petrova                      | 6-1, 3-6, [10-3]    |
| 54. | 13 giugno 2010    | AEGON Classic, Birmingham (4)                     | Erba          | Lisa Raymond           | Liezel Huber Bethanie Mattek-Sands                 | 6-3, 3-2 rit.       |
| 55. | 5 gennaio 2013    | ASB Classic, Auckland (3)                         | Cemento       | Anastasija Rodionova   | Julia Görges Jaroslava Švedova                     | 2-6, 6-2, [10-5]    |
| 56. | 28 settembre 2013 | Toray Pan Pacific Open, Tokyo (2)                 | Cemento       | Sania Mirza            | Chan Hao-ching Liezel Huber                        | 4-6, 6-0, [11-9]    |
| 57. | 6 ottobre 2013    | China Open, Pechino                               | Cemento       | Sania Mirza            | Vera Duševina Arantxa Parra Santonja               | 6-2, 6-2            |
| 58. | 3 maggio 2014     | Portugal Open, Oeiras                             | Terra rossa   | Sania Mirza            | Eva Hrdinová Valerija Solov'ëva                    | 6-4, 6-3            |
| 59. | 20 settembre 2014 | Toray Pan Pacific Open, Tokyo (3)                 | Cemento       | Sania Mirza            | Garbiñe Muguruza Blanco Carla Suárez Navarro       | 6-2, 7-5            |
| 60. | 26 ottobre 2014   | WTA Finals, Singapore (3)                         | Cemento (i)   | Sania Mirza            | Peng Shuai Hsieh Su-wei                            | 6-1, 6-0            |

#### Sconfitte in finale (49)
| Grande Slam (4)       |                       |
| WTA Championships (6) |                       |
| Prima del 2009        | Dal 2009              |
| Tier I (10)           | Premier Mandatory (3) |
| Tier II (13)          | Premier 5 (2)         |
| Tier III (5)          | Premier (3)           |
| Tier IV (1)           | International (2)     |
| Tier V (0)            | International (2)     |

| N.  | Data              | Torneo                                            | Superficie      | Compagna            | Avversarie in finale                               | Punteggio           |
| 1.  | 20 giugno 1999    | UNICEF Open, 's-Hertogenbosch                     | Erba            | Kristie Boogert     | Silvia Farina Elia Rita Grande                     | 5-7, 6(2)-7         |
| 2.  | 7 novembre 1999   | Bell Challenge, Québec                            | Sintetico (i)   | Debbie Graham       | Amy Frazier Katie Schlukebir                       | 2-6, 3-6            |
| 3.  | 18 giugno 2000    | AEGON Classic, Birmingham                         | Erba            | Irina Seljutina     | Rachel McQuillan Lisa McShea                       | 3-6, 6(5)-7         |
| 4.  | 30 luglio 2000    | Bank of the West Classic, Stanford                | Cemento         | Amy Frazier         | Chanda Rubin Sandrine Testud                       | 4-6, 4-6            |
| 5.  | 10 settembre 2000 | US Open, New York                                 | Cemento         | Elena Lichovceva    | Ai Sugiyama Julie Halard-Decugis                   | 1-6, 6-1, 1-6       |
| 6.  | 13 maggio 2001    | Qatar Telecom German Open, Berlino                | Terra rossa     | Elena Lichovceva    | Els Callens Meghann Shaughnessy                    | 4-6, 3-6            |
| 7.  | 24 giugno 2001    | AEGON International, Eastbourne                   | Erba            | Elena Lichovceva    | Lisa Raymond Rennae Stubbs                         | 2-6, 2-6            |
| 8.  | 4 novembre 2001   | WTA Tour Championships, Monaco di Baviera         | Cemento         | Elena Lichovceva    | Lisa Raymond Rennae Stubbs                         | 5-7, 6-3, 3-6       |
| 9.  | 3 marzo 2002      | State Farm Women's Tennis Classic, Scottsdale     | Cemento         | Elena Lichovceva    | Lisa Raymond Rennae Stubbs                         | 3-6, 7-5, 6(4)-7    |
| 10. | 23 giugno 2002    | AEGON International, Eastbourne (2)               | Erba            | Elena Lichovceva    | Lisa Raymond Rennae Stubbs                         | 7-6(5), 6(6)-7, 2-6 |
| 11. | 11 novembre 2002  | WTA Tour Championships, Los Angeles (2)           | Sintetico (i)   | Elena Lichovceva    | Elena Dement'eva Janette Husárová                  | 6-4, 4-6, 3-6       |
| 12. | 5 gennaio 2003    | ASB Classic, Auckland                             | Cemento         | Elena Lichovceva    | Abigail Spears Teryn Ashley                        | 2-6, 6-2, 0-6       |
| 13. | 23 febbraio 2003  | Dubai Tennis Championships, Dubai                 | Cemento         | Elena Lichovceva    | Svetlana Kuznecova Martina Navrátilová             | 3-6, 6(7)-7         |
| 14. | 12 ottobre 2003   | Porsche Tennis Grand Prix, Filderstadt            | Cemento (i)     | Martina Navrátilová | Lisa Raymond Rennae Stubbs                         | 2-6, 4-6            |
| 15. | 2 novembre 2003   | Advanta Championships of Philadelphia, Filadelfia | Sintetico (i)   | Rennae Stubbs       | Lisa Raymond Martina Navrátilová                   | 3-6, 4-6            |
| 16. | 23 maggio 2004    | WTA Austrian Open, Vienna                         | Terra rossa     | Rennae Stubbs       | Lisa Raymond Martina Navrátilová                   | 2-6, 5-7            |
| 17. | 8 novembre 2004   | WTA Tour Championships, Los Angeles (3)           | Sintetico (i)   | Rennae Stubbs       | Nadia Petrova Meghann Shaughnessy                  | 5-7, 2-6            |
| 18. | 26 febbraio 2005  | Qatar Ladies Open, Doha                           | Cemento         | Liezel Huber        | Francesca Schiavone Alicia Molik                   | 3-6, 4-6            |
| 19. | 2 maggio 2005     | Qatar Telecom German Open, Berlino                | Terra rossa     | Liezel Huber        | Vera Zvonarëva Elena Lichovceva                    | 6-4, 4-6, 3-6       |
| 20. | 4 giugno 2005     | Open di Francia, Parigi                           | Terra rossa     | Liezel Huber        | Virginia Ruano Pascual Paola Suárez                | 6-4, 3-6, 3-6       |
| 21. | 2 ottobre 2005    | BGL Luxembourg Open, Lussemburgo                  | Cemento (i)     | Rennae Stubbs       | Samantha Stosur Lisa Raymond                       | 5-7, 1-6            |
| 22. | 16 ottobre 2005   | Kremlin Cup, Mosca                                | Sintetico (i)   | Rennae Stubbs       | Samantha Stosur Lisa Raymond                       | 2-6, 4-6            |
| 23. | 13 novembre 2005  | WTA Tour Championships, Los Angeles (4)           | Cemento (i)     | Rennae Stubbs       | Samantha Stosur Lisa Raymond                       | 7-6(5), 5-7, 4-6    |
| 24. | 7 gennaio 2006    | Mondial Australian Women's Hardcourts, Gold Coast | Cemento         | Rennae Stubbs       | Dinara Safina Meghann Shaughnessy                  | 2-6, 3-6            |
| 25. | 5 febbraio 2006   | Toray Pan Pacific Open, Tokyo                     | Sintetico (i)   | Rennae Stubbs       | Samantha Stosur Lisa Raymond                       | 2-6, 1-6            |
| 26. | 12 febbraio 2006  | Open GDF Suez, Parigi                             | Sintetico (i)   | Rennae Stubbs       | Émilie Loit Květa Peschke                          | 6(5)-7, 4-6         |
| 27. | 20 agosto 2006    | Rogers Cup, Montréal                              | Cemento         | Anna-Lena Grönefeld | Nadia Petrova Martina Navrátilová                  | 1-6, 2-6            |
| 28. | 8 ottobre 2006    | Porsche Tennis Grand Prix, Stoccarda (2)          | Cemento (i)     | Rennae Stubbs       | Samantha Stosur Lisa Raymond                       | 3-6, 4-6            |
| 29. | 13 novembre 2006  | WTA Tour Championships, Madrid (5)                | Cemento         | Rennae Stubbs       | Samantha Stosur Lisa Raymond                       | 6-3, 3-6, 3-6       |
| 30. | 3 aprile 2007     | Sony Ericsson Open, Miami                         | Cemento         | Liezel Huber        | Samantha Stosur Lisa Raymond                       | 4-6, 6-3, [2-10]    |
| 31. | 19 agosto 2007    | Rogers Cup, Toronto (2)                           | Cemento         | Liezel Huber        | Katarina Srebotnik Ai Sugiyama                     | 4-6, 6-2, [5-10]    |
| 32. | 25 agosto 2007    | Connecticut Open, New Haven                       | Cemento         | Liezel Huber        | Sania Mirza Mara Santangelo                        | 1-6, 2-6            |
| 33. | 24 febbraio 2008  | Qatar Ladies Open, Doha (2)                       | Cemento         | Liezel Huber        | Rennae Stubbs Květa Peschke                        | 1-6, 7-5, [7-10]    |
| 34. | 6 aprile 2008     | Sony Ericsson Open, Miami (2)                     | Cemento         | Liezel Huber        | Katarina Srebotnik Ai Sugiyama                     | 5-7, 6-4, [3-10]    |
| 35. | 12 ottobre 2008   | Kremlin Cup, Mosca (2)                            | Sintetico (i)   | Liezel Huber        | Nadia Petrova Katarina Srebotnik                   | 4-6, 4-6            |
| 36. | 26 ottobre 2008   | Generali Ladies Linz, Linz                        | Cemento (i)     | Liezel Huber        | Katarina Srebotnik Ai Sugiyama                     | 4-6, 5-7            |
| 37. | 14 settembre 2009 | US Open, New York (2)                             | Cemento         | Liezel Huber        | Serena Williams Venus Williams                     | 2-6, 2-6            |
| 38. | 1º novembre 2009  | WTA Tour Championships, Doha (6)                  | Cemento         | Liezel Huber        | Nuria Llagostera Vives María José Martínez Sánchez | 6(0)-7, 7-5, [7-10] |
| 39. | 29 gennaio 2010   | Australian Open, Melbourne                        | Cemento         | Liezel Huber        | Serena Williams Venus Williams                     | 4-6, 3-6            |
| 40. | 14 febbraio 2010  | Open GDF Suez, Parigi (2)                         | Cemento (i)     | Liezel Huber        | Barbora Záhlavová-Strýcová Iveta Benešová          | W/O                 |
| 41. | 17 maggio 2010    | Warsaw Open, Varsavia                             | Terra rossa     | Yan Zi              | Meghann Shaughnessy Virginia Ruano Pascual         | 3-6, 4-6            |
| 42. | 11 maggio 2013    | Mutua Madrid Open, Madrid                         | Terra rossa     | Marina Eraković     | Anastasija Pavljučenkova Lucie Šafářová            | 2-6, 4-6            |
| 43. | 25 maggio 2013    | Internationaux de Strasbourg, Strasburgo          | Terra rossa     | Marina Eraković     | Kimiko Date-Krumm Chanelle Scheepers               | 4-6, 6-3, [12-14]   |
| 44. | 16 giugno 2013    | AEGON Classic, Birmingham (2)                     | Erba            | Marina Eraković     | Ashleigh Barty Casey Dellacqua                     | 5-7, 4-6            |
| 45. | 16 marzo 2014     | BNP Paribas Open, Indian Wells                    | Cemento         | Sania Mirza         | Hsieh Su-wei Peng Shuai                            | 6(5)-7, 2-6         |
| 46. | 27 aprile 2014    | Porsche Tennis Grand Prix, Stoccarda (3)          | Terra rossa (i) | Sania Mirza         | Sara Errani Roberta Vinci                          | 2-6, 3-6            |
| 47. | 10 agosto 2014    | Rogers Cup, Montréal                              | Cemento         | Sania Mirza         | Sara Errani Roberta Vinci                          | 6(4)-7, 3-6         |
| 48. | 27 settembre 2014 | Dongfeng Motor Wuhan Open, Wuhan                  | Cemento         | Caroline Garcia     | Martina Hingis Flavia Pennetta                     | 4-6, 7-5, [10-12]   |
| 49. | 4 ottobre 2014    | China Open, Pechino                               | Cemento         | Sania Mirza         | Andrea Hlaváčková Peng Shuai                       | 4-6, 4-6            |

### Risultati in progressione
| Sigla | Risultato               |
| ----- | ----------------------- |
| V     | Vincitore               |
| F     | Finalista               |
| SF    | Semifinalista           |
| O     | Oro olimpico            |
| A     | Argento olimpico        |
| SF    | Bronzo olimpico         |
| QF    | Quarti di Finale        |
| 4T    | Quarto turno            |
| 3T    | Terzo turno             |
| 2T    | Secondo turno           |
| 1T    | Primo turno             |
| RR    | Round Robin             |
| LQ    | Turno di qualificazione |
| A     | Assente                 |
| ND    | Non disputato           |

| Legenda superfici    |
| -------------------- |
| Cemento              |
| Terra battuta        |
| Erba                 |
| Superficie variabile |

#### Singolare nei tornei del Grande Slam
| Torneo          | 1998 | 1999 | 2000 | 2001 | 2002 | 2003 | 2004 | 2005 | 2006 | 2007 | 2008 | 2009 | 2010 | 2011 | 2012 | 2013 | 2014 | 2015 | V-S   |
| --------------- | ---- | ---- | ---- | ---- | ---- | ---- | ---- | ---- | ---- | ---- | ---- | ---- | ---- | ---- | ---- | ---- | ---- | ---- | ----- |
| Australian Open | A    | 1T   | 2T   | 2T   | 2T   | 1T   | 2T   | A    | 1T   | A    | A    | A    | A    | A    | A    | A    | A    | A    | 4-7   |
| Open di Francia | 2T   | 1T   | 2T   | 4T   | 1T   | 2T   | 1T   | A    | A    | A    | A    | A    | A    | A    | A    | A    | A    | A    | 6-7   |
| Wimbledon       | 3T   | 1T   | 2T   | 1T   | 1T   | 3T   | 1T   | 3T   | 1T   | A    | A    | A    | A    | A    | A    | A    | A    | A    | 7-9   |
| US Open         | 2T   | 1T   | 1T   | 1T   | 2T   | 1T   | 2T   | Q1   | A    | A    | A    | A    | A    | A    | A    | A    | A    | A    | 3-7   |
| Totale          | 4-3  | 0-4  | 3-4  | 4-4  | 2-4  | 3-4  | 2-4  | 2-1  | 0-2  | 0-0  | 0-0  | 0-0  | 0-0  | 0-0  | 0-0  | 0-0  | 0-0  | 0-0  | 20-30 |

#### Doppio nei tornei del Grande Slam
| Torneo          | 1998 | 1999 | 2000 | 2001 | 2002 | 2003 | 2004 | 2005 | 2006 | 2007 | 2008 | 2009 | 2010 | 2011 | 2012 | 2013 | 2014 | 2015 | V-S    |
| --------------- | ---- | ---- | ---- | ---- | ---- | ---- | ---- | ---- | ---- | ---- | ---- | ---- | ---- | ---- | ---- | ---- | ---- | ---- | ------ |
| Australian Open | A    | 1T   | 1T   | 2T   | 1T   | 3T   | 1T   | 2T   | QF   | V    | QF   | QF   | F    | QF   | A    | 3T   | QF   | 1T   | 32-15  |
| Open di Francia | A    | 1T   | 2T   | 3T   | 3T   | SF   | 3T   | F    | QF   | SF   | SF   | SF   | 3T   | A    | A    | QF   | QF   | A    | 39-14  |
| Wimbledon       | 1T   | 2T   | 1T   | 2T   | SF   | 3T   | V    | V    | SF   | V    | SF   | SF   | 3T   | 3T   | A    | 2T   | 2T   | QF   | 47-14  |
| US Open         | 1T   | 1T   | F    | SF   | SF   | SF   | 3T   | QF   | QF   | 2T   | V    | F    | SF   | A    | A    | 3T   | SF   | A    | 47-14  |
| Totale          | 0-2  | 1-4  | 6-4  | 8-4  | 10-4 | 12-4 | 10-3 | 15-3 | 10-4 | 17-2 | 17-3 | 16-4 | 13-4 | 5-2  | 0-0  | 8-4  | 11-4 | 3-1  | 165-57 |

#### Doppio misto nei tornei del Grande Slam
| Torneo          | 1998 | 1999 | 2000 | 2001 | 2002 | 2003 | 2004 | 2005 | 2006 | 2007 | 2008 | 2009 | 2010 | 2011 | 2012 | 2013 | 2014 | 2015 |
| --------------- | ---- | ---- | ---- | ---- | ---- | ---- | ---- | ---- | ---- | ---- | ---- | ---- | ---- | ---- | ---- | ---- | ---- | ---- |
| Australian Open | A    | A    | 2T   | 2T   | 1T   | 1T   | 2T   | QF   | 1T   | 1T   | QF   | 2T   | V    | 2T   | A    | 1T   | 1T   | 3T   |
| Open di Francia | A    | 3T   | 3T   | 1T   | V    | SF   | F    | 2T   | 1T   | 1T   | 2T   | 2T   | QF   | A    | A    | SF   | 2T   | A    |
| Wimbledon       | 3T   | 3T   | 1T   | 2T   | 1T   | 3T   | V    | 2T   | SF   | QF   | 3T   | F    | V    | QF   | A    | 3T   | 2T   | 2T   |
| US Open         | A    | 2T   | 2T   | QF   | QF   | SF   | 2T   | 2T   | 1T   | 1T   | V    | F    | 3T   | A    | A    | 1T   | QF   | A    |

## Vittorie contro giocatrici Top 10
| Stagione | 2003 | Totale |
| Vittorie | 1    | 1      |

| #    | Giocatrice         | Ranking | Evento                    | Superficie | Turno | Punteggio | Rank. CBR |
| ---- | ------------------ | ------- | ------------------------- | ---------- | ----- | --------- | --------- |
| 2003 |                    |         |                           |            |       |           |           |
| 1.   | Daniela Hantuchová | 10      | New Haven Open, New Haven | Cemento    | 2T    | 6-3, 6-2  | 52        |